# Tempio di Santo Stefano della Vittoria
Il tempio di Santo Stefano della Vittoria è un edificio sacro che si trova nella frazione di Pozzo della Chiana a Foiano della Chiana, in provincia di Arezzo.

## Il tempio
Questo tempietto dedicato alla Vittoria e santo Stefano d'Ungheria (la cui festa ricade il 2 agosto) venne fatto costruire dal granduca Cosimo I de' Medici presso la piana di Scannagallo, dove (2 agosto 1554) le truppe della coalizione imperiale di cui faceva parte la Toscana sconfissero quelle franco-senesi nella Battaglia di Scannagallo, durante la Guerra di Siena.
Il tempio è stato tradizionalmente attribuito a Bartolommeo Ammannati, e più recentemente è stato considerato frutto della collaborazione professionale tra Giorgio Vasari e l'Ammannati stesso. In realtà un disegno di Orazio Porta conservato nel John Soane's Museum di Londra insieme altri suoi architettonici, rappresenta un progetto di un tempio, forse discendente da idee dell'aretino, che non è molto dissimile da quello realizzato e quindi attesterebbe la paternità di Orazio Porta.
L'edificio venne realizzato nel 1569 sulla base di una planimetria ottagona con scarsella di matrice tipicamente fiorentina utilizzando una serie di motivi decorativi di matrice antiquaria, in linea con le più aggiornate sperimentazioni manieristiche si mostra l'uso dell'ordine dorico, posto a scandire i pilastri esterni.
Sopra il frontone della porta principale è collocato un grandioso stemma in travertino di casa Medici, recante l'iscrizione latina del suo nuovo titolo.
Sulla porta all'interno si vede lo stemma della famiglia Gianfigliazzi. Le pareti laterali mostrano due epigrafi in lingua latina dedicate all'istituzione dell'ordine dei Cavalieri di Santo Stefano, istituito a Pisa nel 1561, fondato dal duca (già Gran Maestro) con il fine di proteggere le acque del Tirreno dai Corsari barbareschi, a cui il tempio stesso venne donato.
Nel 1565 le galee dei cavalieri di Santo Stefano parteciparono alla spedizione in difesa di Malta.
Nel 1571, dopo la grave sconfitta di Venezia in seguito alla perdita di Cipro occupata dai Turchi, per fronteggiare il pericolo della loro espansione nelle coste e nelle isole dell'Europa occidentale, il papa Pio V riuscì a promuovere una difficile alleanza coinvolgendo le maggiori potenze marittime europee nella costituzione della Lega Santa che sconfisse i turchi nella battaglia di Lepanto. La Lega con a capo l'ammiraglio Don Giovanni d'Austria era formata da galee spagnole, veneziane, genovesi e galee della flotta pontificia. Quest'ultima, posta sotto il comando di Marcantonio Colonna, comprendeva galee armate dalle signorie toscane con a bordo equipaggi dei cavalieri di Santo Stefano.
Il tempio, dedicato alla memoria dei caduti foianesi, è oggi inglobato nel cimitero di Pozzo.